# Програмний продукт
Програ́мний проду́кт (англ. software product, software as a product (SaaP)) — програмне забезпечення, розроблене для вирішення задачі масового попиту та призначене для постачання користувачам. Програмний продукт відрізняється від просто програмного забезпечення максимально узагальненим набором вхідних даних, ретельним тестуванням, наявністю документації, гарантії та технічної підтримки. На відміну від програмного забезпечення, яке надається як послуга (SaaS), програмні продукти зазвичай встановлюють на обладнанні користувача (власному чи орендованому). Термін ліцензії на продукт зазвичай не обмежується (хоча трапляються випадки, коли виробники обмежують час використання продукту). 
Прикладом програмного продукту може бути Microsoft Office, який поширюється через флоппінет (на CD-ROM чи інших носіях) або як архів через інтернет. Прикладами програмного забезпечення як сервісу натомість є Google Docs чи Prezi.

## Оцінка складності розробки
У книзі «Міфічний людино-місяць» Фредерік Брукс відзначає, що створення програмного продукту вимагає набагато більше ресурсів ніж створення звичайної програми: аби стати програмним продуктом, програма повинна бути написана в узагальненому стилі. Вона має бути протестована, щоб упевнитись в її надійності й має працювати на різних платформах. Розвиток програми у програмний продукт також потребує створення документації, таким чином за його оцінкою, програмний продукт вимагає приблизно втричі більше зусиль, ніж програма, призначена для власного використання. 